# José Aramendi Egaña
José Aramendi Egaña (Guetaria, Guipúzcoa, 20 de marzo de 1914 - ?), más conocido por el apodo de Felipe fue un pelotari español de la especialidad de mano que compitió en las décadas de 1930 y 1940.

## Biografía
Felipe fue un pelotari muy discutido a lo largo de su carrera, que se prodigó en toda clase de suertes y especialidades de la mano. Es especialmente recordado por su participación en los primeros campeonatos manomanistas. En la primera edición, la de 1940 fue cabeza de serie. En la edición de 1942 fue eliminado por Chiquito de Mallavia.
Finalmente, en la edición de 1944 logró su mayor éxito al clasificarse para la ronda final. La mayor parte de las fuentes citan a Felipe como subcampeón del torneo ya que disputó la final del mismo frente al campeón Atano III, contra el que perdió por 22-8 en el Frontón Deportivo de Bilbao. Sin embargo en realidad Felipe quedó tercer clasificado del torneo ya que los pelotaris y la Federación Española llegaron a un acuerdo por el cual el campeón se decidiría en virtud de los resultados de dos partidos: Atano VII-Felipe en semifinales; y Atano III-Felipe en la final. Al perder Felipe ambos partidos frente a los hermanos Atano; Atano III fue declarado el campeón, Atano VII subcampeón y Felipe tercer clasificado.

## Finales manomanistas
| Año  | Campeón   | Subcampeón | Tanteo | Frontón   |
| ---- | --------- | ---------- | ------ | --------- |
| 1944 | Atano VII | Felipe     | 22-15  | Beotibar  |
|      | Atano III | Felipe     | 22-08  | Deportivo |